# Zenon Begier

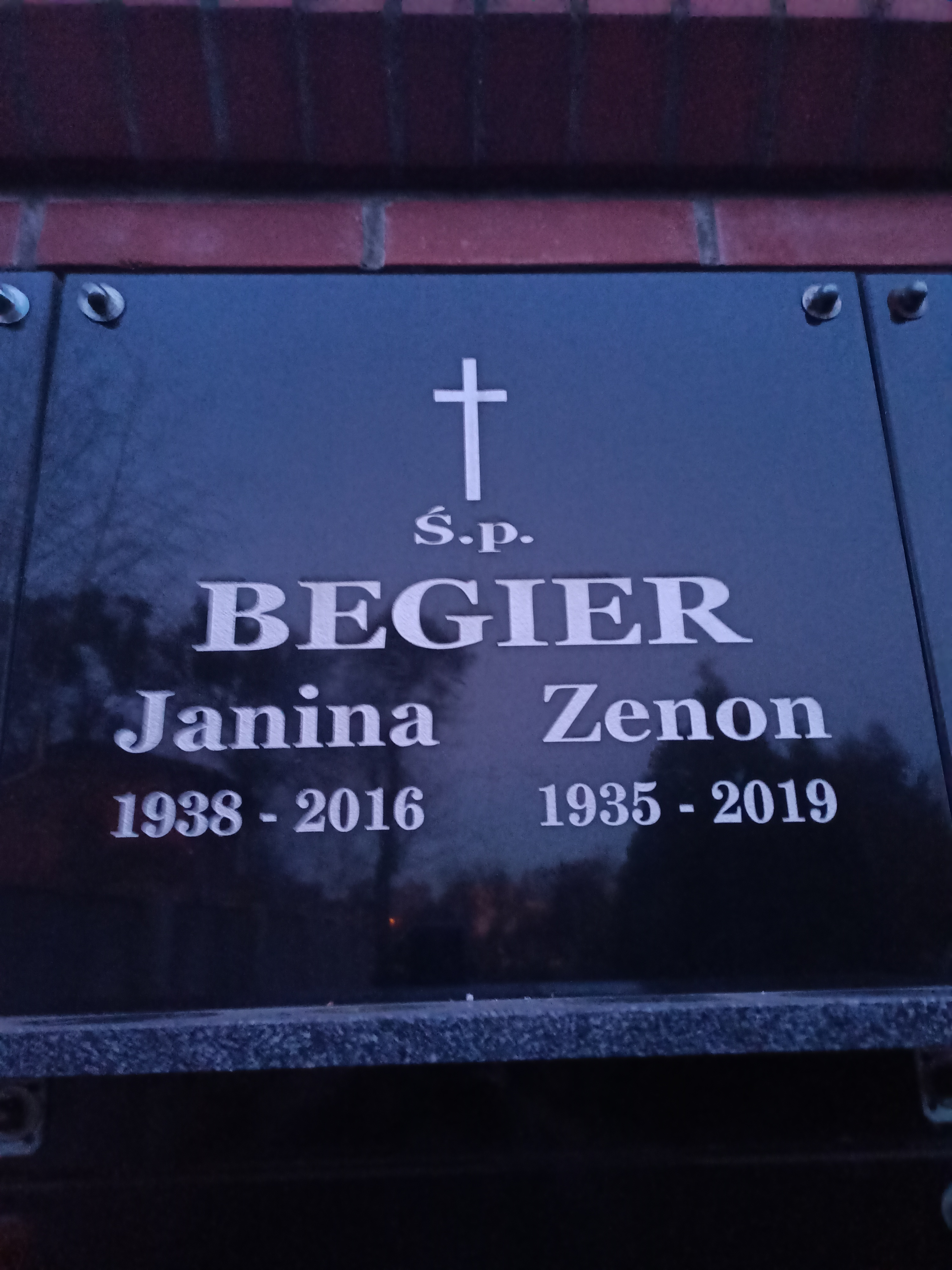
Grób Zenona Begiera na cmentarzu ewangelicko-augsburskim Zaświat

Zenon Begier (ur. 23 listopada 1935 w Obornikach, zm. 27 lipca 2019 w Bydgoszczy) – polski lekkoatleta, dyskobol.

## Kariera sportowa
Dwukrotnie startował w igrzyskach olimpijskich. W Rzymie (1960) był czternasty, a w Tokio (1964) szósty (z wynikiem 57,06 m).
Także dwa razy brał udział w mistrzostwach Europy. W Belgradzie 1962 nie zakwalifikował się do finału, a w Budapeszcie 1966 zajął 7. miejsce. Zwyciężył w zawodach Pucharu Europy w 1965. 40 razy reprezentował Polskę w meczach międzypaństwowych (6 zwycięstw indywidualnych).
Był dwukrotnym mistrzem Polski: w 1967 i 1970, dziewięciokrotnie zdobywał srebrne medale mistrzostw kraju. Był też rekordzistą Polski w 1965 (60,49 m). Jego rekord życiowy wynosił 60,50 m (1968).
Był zawodnikiem Warty Poznań i – od 1961 – Zawiszy Bydgoszcz, gdzie po zakończeniu kariery został trenerem.
Pochowany na cmentarzu ewangelicko-augsburskim w Bydgoszczy (sektor K6, rząd 1, grób 3).